# موسونية منشارية
موسونية منشارية (الاسم العلمي:Moussonia serrulata) هي نوع من النباتات تتبع جنس الموسونية من الفصيلة الغزنرية.